# Bauer Postal Network
Das Bauer Postal Network war ein überregional tätiges Postunternehmen der Bauer Media Group.

## Geschichte
Das Postunternehmen Bauer Postal Network (BPN) ging im April 2009 aus einem Zustellunternehmen für die eigenen Zeitschriften hervor und arbeitet seit 1999 auch für externe Auftraggeber. Anfang 2019 kündete die Bauer Media Group an, die Geschäftstätigkeit des Bauer Postal Networks zur zweiten Jahreshälfte einzustellen, was auch geschah.

## Struktur
Deutschlandweit gab es 29 Mastervertriebsstellen, die die Sendungen für die Zustellbezirke kommissionieren und die 600 Vertriebsstellen betreuen. Die Vertriebsstellen betreuten die bundesweit 35.000 Zusteller und sorgten für den Transport der Ware zu den Boten. Mastervertriebsstellen- und Vertriebsstelleninhaber waren rechtlich selbstständig. Die Zustellung in den 45.000 Bezirken, durch die 80 Prozent der Haushalte erreicht werden könnten, erfolgte mittwochs und freitags.

## Sendungen
Das BPN stellte neben den verlagseigenen Zeitschriften auch Magazine und adressierte Werbesendungen für verschiedene Auftraggeber zu. Jährlich wurden über 140 Millionen Sendungen verteilt. Das Unternehmen warb mit einer Portoersparnis von bis zu 20 Prozent gegenüber der Deutschen Post.

## Kritik
Dem BPN und seinen selbstständigen Vertriebsstellen wurde vorgeworfen, vorwiegend jugendliche Zusteller einzustellen, da diese keinen Anspruch auf den Mindestlohn haben. Auf der Webseite zur Rekrutierung des Zustellpersonals wurde der Job als „perfekt […] für Schüler im Alter von 13 bis 17 Jahren“ beworben. Laut BPN-Chef Stephan Hiller wurden von 2015 bis Mitte 2017 über 13.000 Boten im „mindestlohnbefreiten Alter“ rekrutiert. Die Zusteller wurden pro zugestellter Sendung bezahlt.